# Heterorachis carpenteri
Heterorachis carpenteri là một loài bướm đêm trong họ Geometridae.